# Baszta Gołębnik w Toruniu
Gołębnik w Toruniu – nadwiślańska baszta w Toruniu. Znajduje się przy Bulwarze Filadelfijskim 8.

## Historia
Baszta numer 40 (według rachuby Jerzego Stankiewicza), później nazwana Gołębnikiem (Brieftaubenstation), została wybudowana najprawdopodobniej w 3. ćwierci XIV wieku. Wieża powstała w jednym etapie budowlanym i został posadowiona na istniejącym w tym miejscu murze obronnym z XIII wieku. Tak jak zdecydowana większość baszt toruńskich Gołębnik został wzniesiony na planie prostokąta, tu o wymiarach 11,2 x 5,80 metra. Dach kryty jest czterospadowym dachem z pięcioma lukarnami – dwie od strony miasta i po jednej z pozostałych. Mierząca 19,5 metra baszta jest najwyższym punktem nadwiślańskich murów miejskich. Najstarszy znany wizerunek baszty widoczny jest na obrazie z epitafium rodziny Neisserów z 1594 roku.
Baszta jest bogato zdobiona: w fasadach wschodniej, zachodniej i południowej znajduje się łącznie 15 blend (odpowiednio 6, 4 i 5), pierwotnie ostrołukowych, obecnie częściowo zniekształconych poprzez wybite w ścianach okna. Wnęki te pierwotnie były bogato malowane, jednak z czasem zostały zamalowane. Podczas renowacji renowacji baszty spod tynku odsłonięto malowane maswerki. Ponad blendami znajduje się rząd ozdobnych „tarcz”, które w czasach niemieckich pomalowane zostały w sposób przypominający tarcze krzyżackie. Natomiast poniżej blend znajduje się malowany fryz.
W XIX wieku baszta nie pełniła już faktycznych funkcji obronnych. W związku z tym zdecydowano się przebudować ją na mieszkania, czego pochodną było wybicie w fasadach dodatkowych okien.
Obecna nazwa baszty pochodzi z XIX wieku. Wcześniej zwana była basztą Obywatelską, jednak to właśnie w XIX wieku na południowej i wschodniej fasadzie zamontowano haki, na których z kolei ułożono półki dla gołębi pocztowych. Pozostałe gołębniki znajdowały się na murach pomiędzy Bramą Klasztorną a Krzywą Wieżą. Gołębie służyły władzom pruskiego garnizonu do komunikowania się z toruńskimi fortami. W 1925 roku baszta została przekazana miastu.

## Galeria

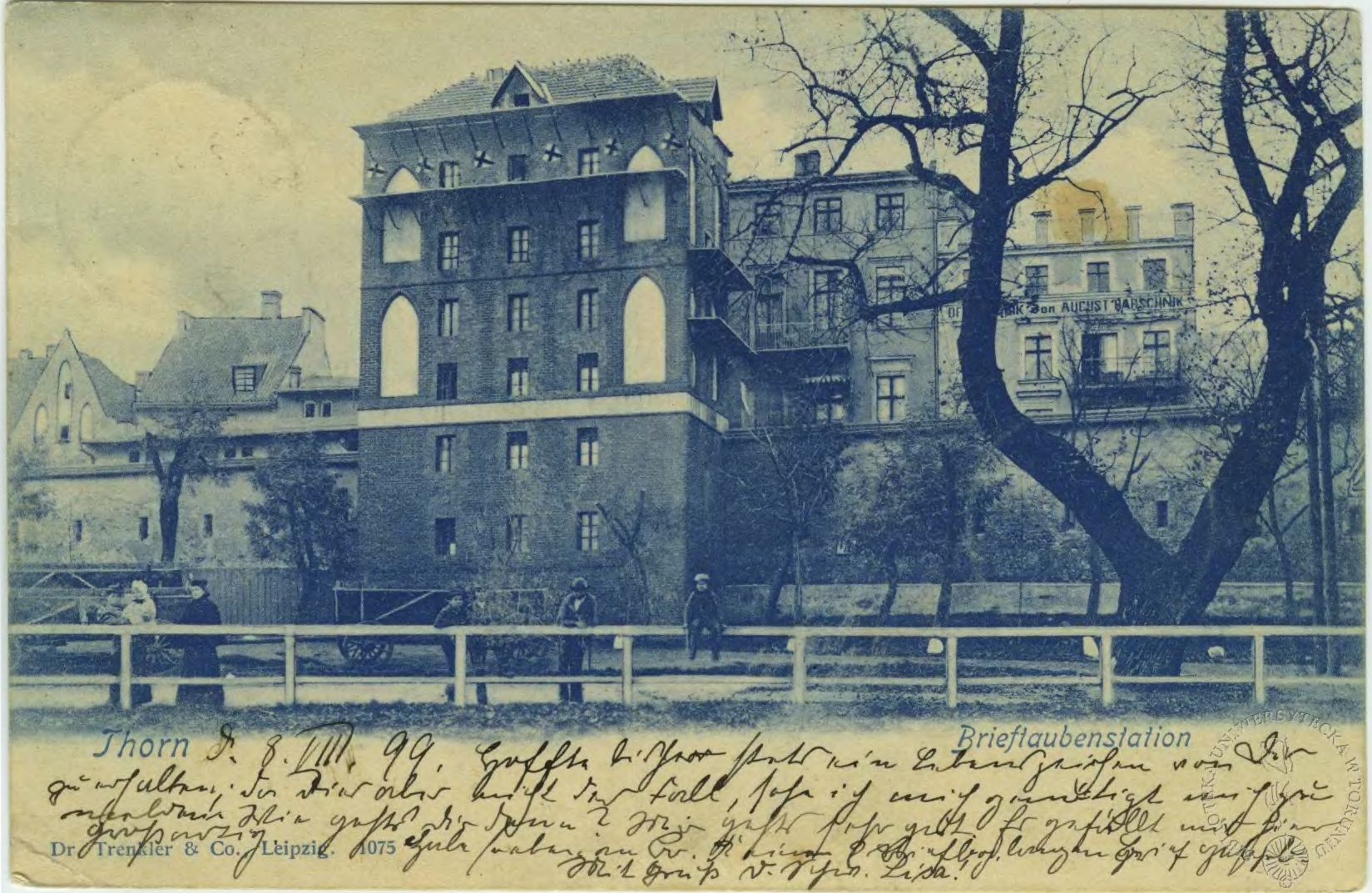
Gołębnik w 1898 roku. Widoczne zamalowane blendy, pomalowane „tarcze” i gołębie półki
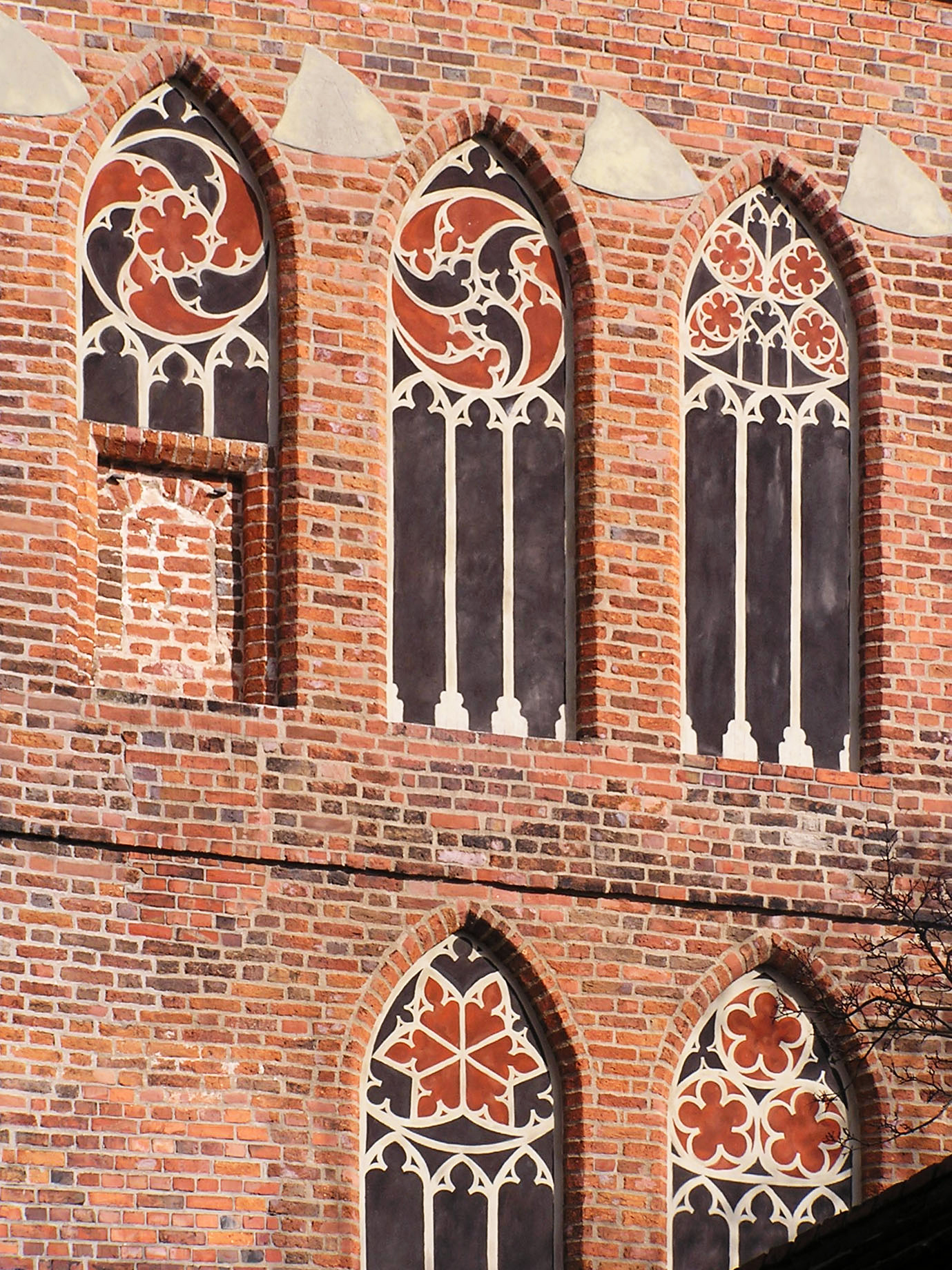
Malowane blendy na fasadzie zachodniej
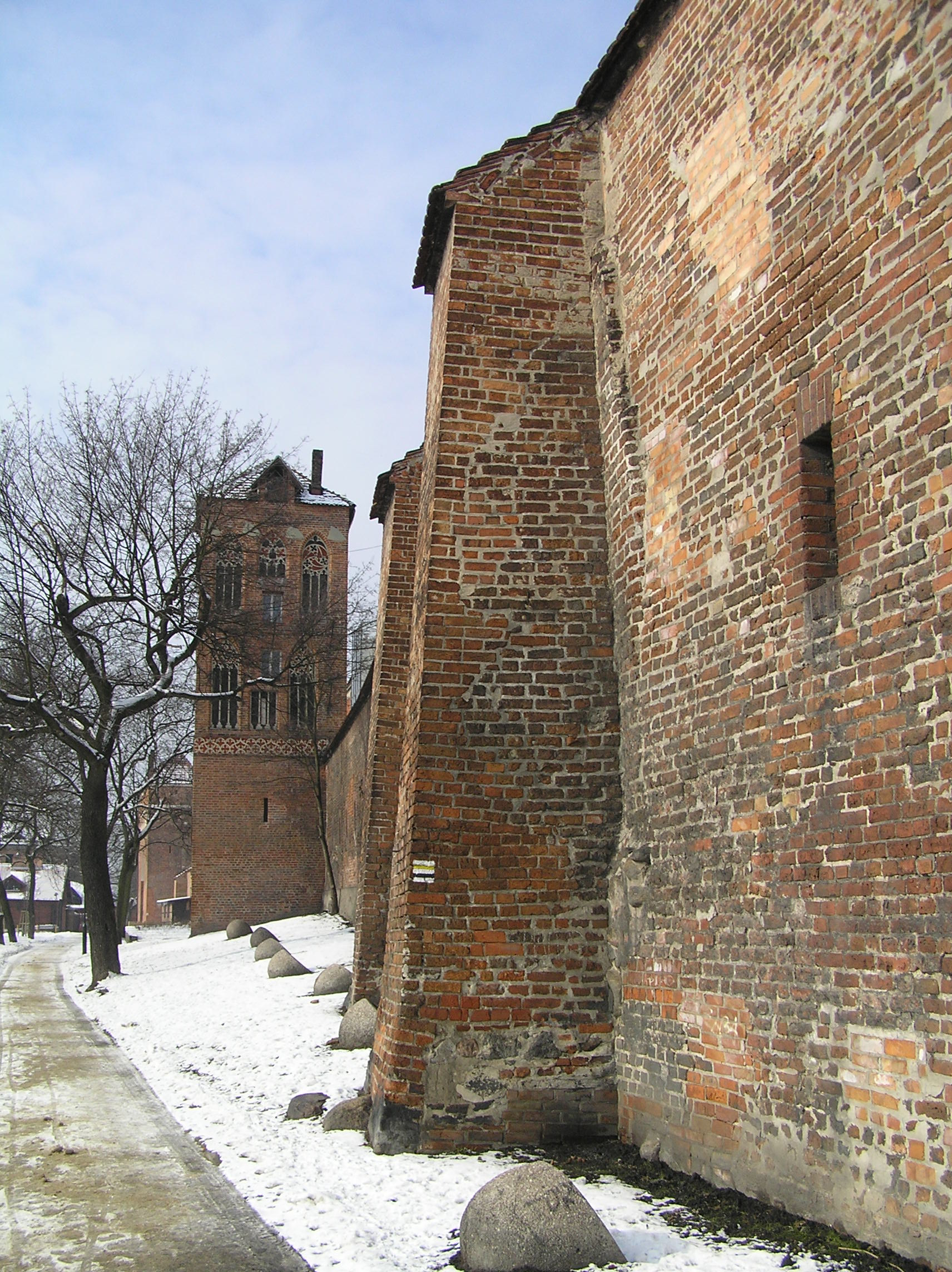
Mury miejskie. W oddali Gołębnik i Brama Klasztorna
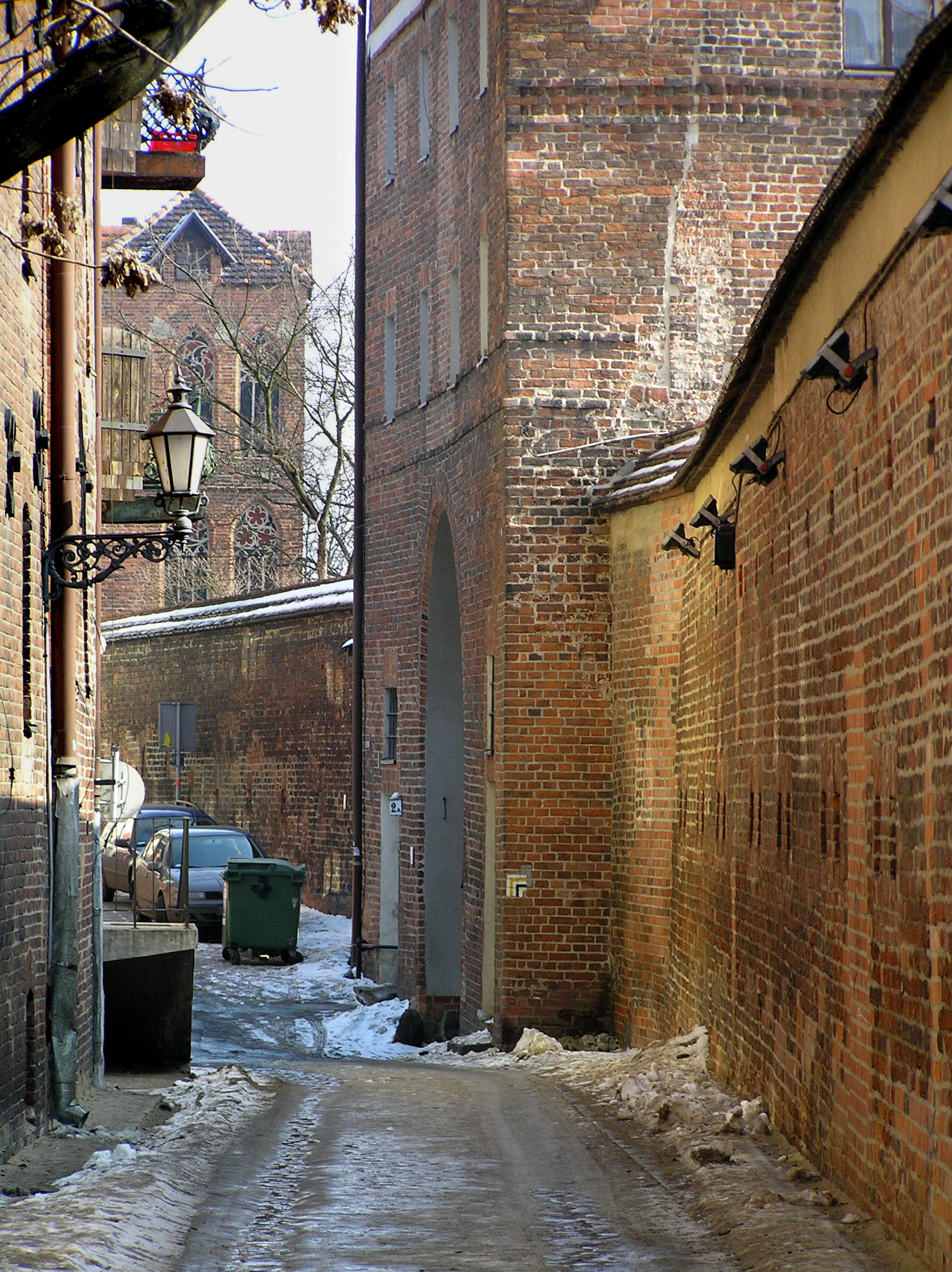
Ulica Pod Krzywą Wieżą i Bankowa, z tyłu Baszta Gołębnik